# Markus Ramseier
Markus Ramseier (* 12. August 1955 in Liestal; † 21. Juli 2019) war ein Schweizer Schriftsteller und Namenforscher.

## Leben
Markus Ramseier wuchs in Pratteln auf. Sein Studium der Germanistik, Anglistik und Romanistik an der Universität Basel schloss er 1985 mit einer Promotion zum Thema Mundart und Hochdeutsch am Radio der deutschen und rätoromanischen Schweiz ab. Anschliessend war er als wissenschaftlicher Assistent am Deutschen Seminar der Universität Basel tätig.
Später arbeitete er als Lehrer, Journalist und Verlagslektor. 2008–2011 war er Leiter des Dichter- und Stadtmuseums Liestal. Von 1995 bis 2017 leitete er im Auftrag der Stiftung für Orts- und Flurnamen-Forschung Baselland die Arbeit am Baselbieter Namenbuch.
Ramseier trat als Verfasser von Prosawerken hervor. Er war Mitglied des Verbandes Autorinnen und Autoren der Schweiz sowie der Basler Hebelstiftung. 2002 nahm er am Ingeborg-Bachmann-Wettbewerb in Klagenfurt teil.
Er lebte mit seiner Familie in Pratteln. Ramseier erlag im Alter von 63 Jahren im Juli 2019 einem Krebsleiden.

## Auszeichnungen
- 1992: Schweizer Arbeiterliteraturpreis
- 1994: Literaturpreis Arbeit und Alltag
- 1995: Buchpreis des Kantons Bern
- 2001: Bettina-von-Arnim-Preis
- 2014: Kulturpreis des Kantons Basel-Landschaft

## Werke
Sprachwissenschaft
- Mundart und Standardsprache im Radio der deutschen und rätoromanischen Schweiz. Sauerländer, Aarau 1988, ISBN 3-7941-2910-5 (= Sprachlandschaft. Bd. 6).
- mit Elly und Hans Glinz: Sprachunterricht – Theorie und Praxis. Grundlagen zum «Schweizer Sprachbuch». Sabe, Zürich 1997, ISBN 3-252-02070-X.
- mit zahlreichen Mitarbeitern: Baselbieter Namenbuch. Die Orts- und Flurnamen des Kantons Basel-Landschaft. Bände 1–7. Verlag des Kantons Basel-Landschaft, Liestal 2017, ISBN 978-3-906819-17-4.

Belletristik
- Mäandertal. Roman. Cosmos, Muri bei Bern 1994, ISBN 3-305-00361-8.
- Das Land der letzten Meter. Roman. Cosmos, Muri bei Bern 1998, ISBN 3-305-00361-8.
- Wie küsst man einen Engel? Roman. Cosmos, Muri bei Bern 2002, ISBN 3-305-00363-4.
- Löcher. Geschichten mit Bildern. Wolfbach, Zürich 2004, ISBN 3-9522831-9-3.
- Licht. Geschichten. Cosmos, Muri bei Bern 2009, ISBN 978-3-305-00364-8.
- Vogelheu. Roman. Haymon, Innsbruck 2013, ISBN 978-3-7099-7013-3.
- In einer unmöblierten Nacht. Roman. Haymon, Innsbruck 2018, ISBN 978-3-7099-3420-3.
- Ärbslizeller. Baselbieter Kolumnen. Verlag Wolfbach. Die Reihe 2019, ISBN 978-3-906929-30-9.